# 扎莫希奇省
扎莫希奇省（województwo zamojskie）是波蘭歷史上的一個省，始於1975年。1999年1月1日被併入盧布林省。
1998年面積6,980平方公里。人口489,300人。首府扎莫希奇。